# Ziua Eroilor

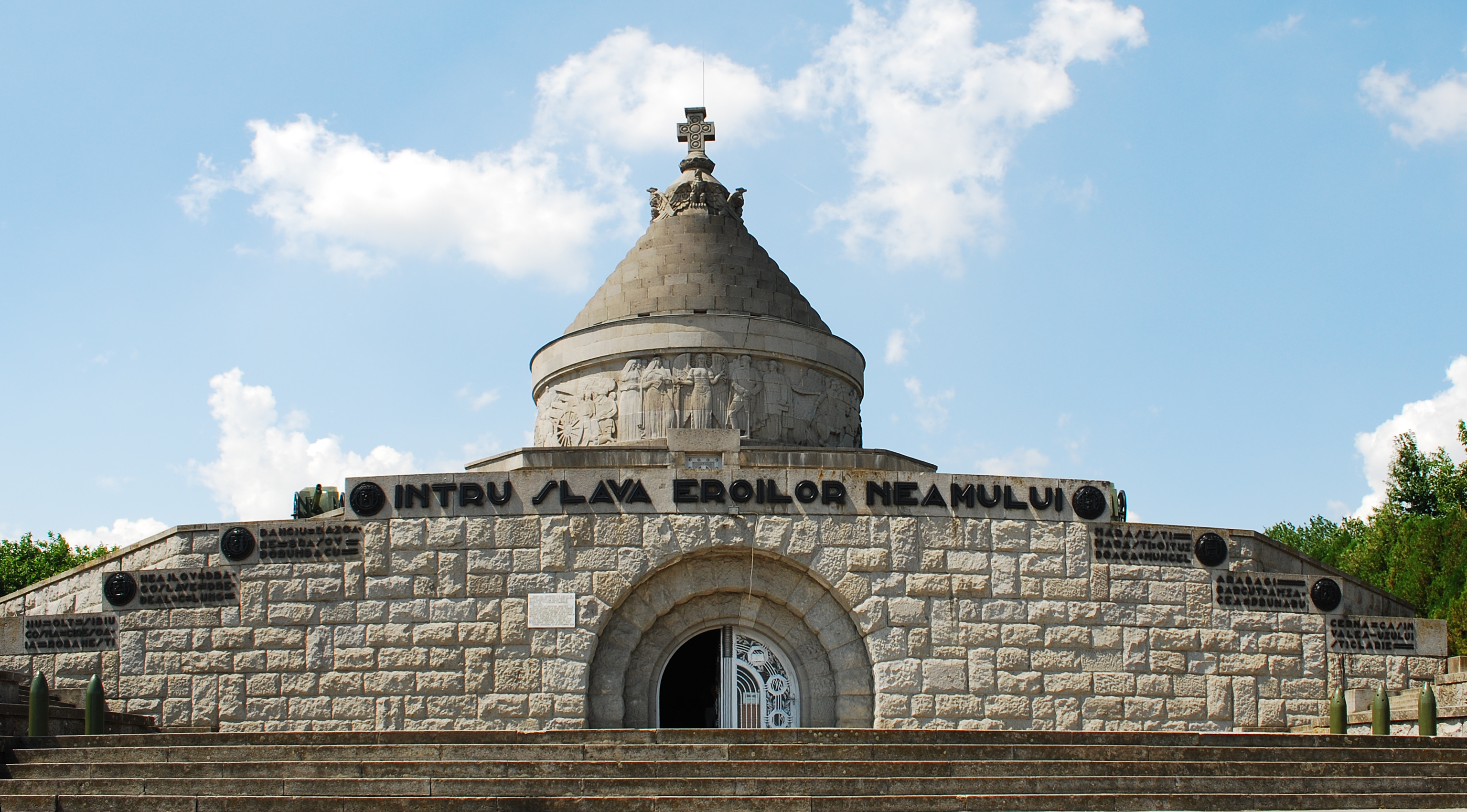
Mausoleul de la Mărășești

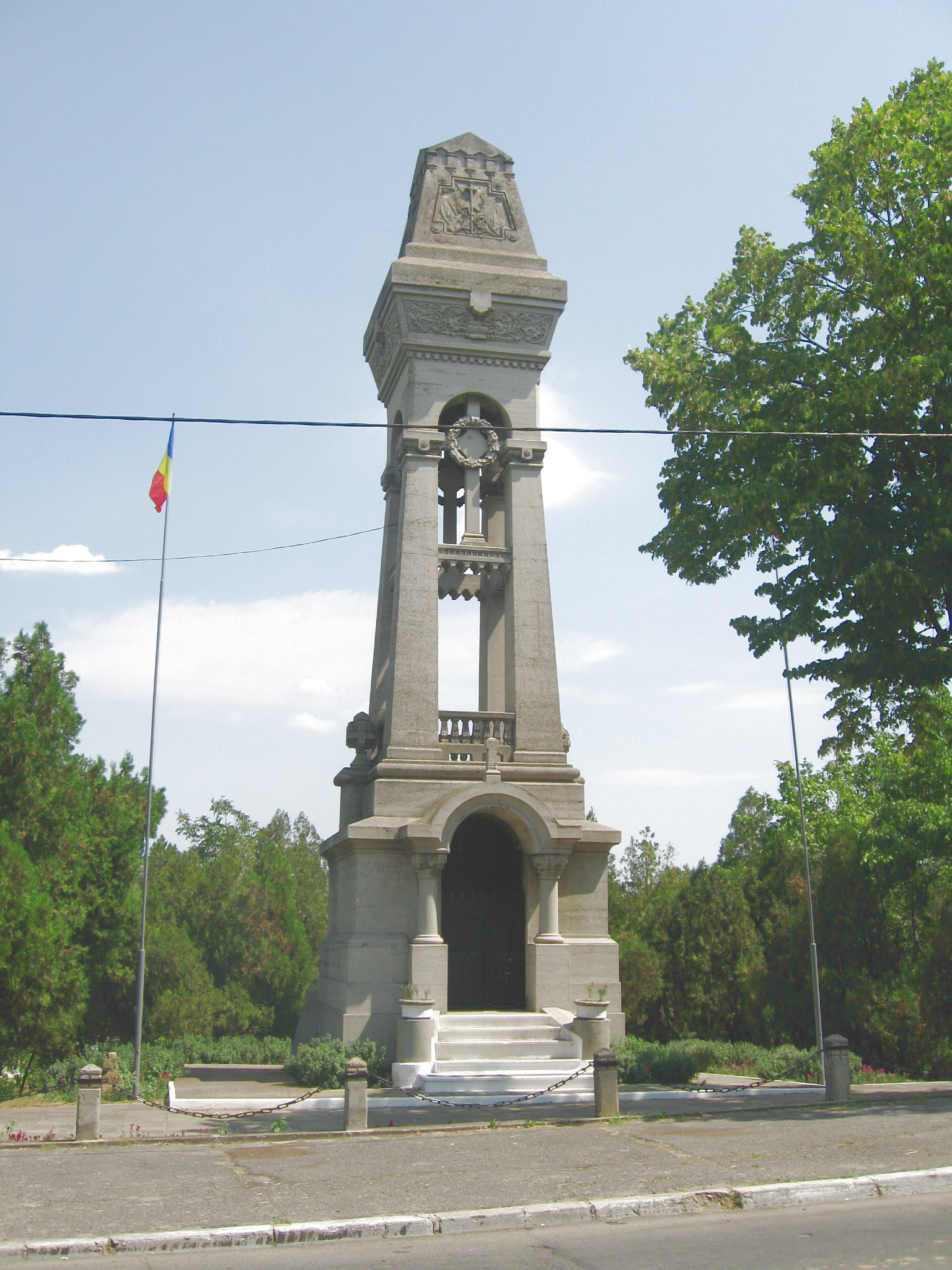
Mausoleul Eroilor din Iași

Ziua Eroilor este o sărbătoare națională din România pentru comemorarea bărbaților și femeilor care au murit în timp ce serveau în forțele armate. În România prin Decretul nr. 1913 din 4 mai 1920 s-a stabilit ca aceasta să fie sărbătorită în fiecare an cu prilejul zilei Înălțării Domnului, dată reconfirmată prin Legea pentru cinstirea memoriei eroilor căzuți, dată la data de 24 august 1920 și promulgată prin decretul 3530 din 2 septembrie 1920. Data sărbătorii a fost reconfirmată în 1940, într-un moment tragic pentru țară. În timpul comunismului prin Decretul nr. 71/1948 data a fost schimbată la 9 mai, reconfirmată prin Decretul 117/1977, dar după 1989 s-a revenit la data inițială.
Pentru îngrijirea acestor morminte au fost înființate diferite societăți și asociații destinate special acestui scop, iar în multe cazuri au fost create tratate internaționale bilaterale. Ca exemple de astfel de societăți pot fi amintite: Commonwealth War Graves Commission (Imperiul Britanic, 1917), Volksbund Deutsche Kriegsgräberfürsorge eV (Germania, 1919) sau Mormintele eroilor căzuți în răsboi (România, 1919).
În această zi, în toate bisericile din țară și străinătate se face pomenirea tuturor eroilor români căzuți de-a lungul veacurilor pe toate câmpurile de luptă pentru credință, libertate, dreptate și pentru apărarea țării și întregirea neamului.
Oficiul Național pentru Cultul Eroilor împreună cu alte instituții abilitate, elaborează programul manifestărilor prilejuite de Ziua Eroilor, care este, potrivit legii, sărbătoare națională.

## Legături externe
- www.once.ro Arhivat în 12 noiembrie 2012, la Wayback Machine. - Site web oficial